# Lars Skov Henriksen
Lars Skov Henriksen (født 26. juni 1961) er en dansk professor i sociologi ved Institut for Sociologi og Socialt Arbejde ved Aalborg Universitet. Hans forskningsområde er forholdet mellem velfærdsstat og frivillig sektor, socialpolitik i komparativt perspektiv, forandringer i de nordiske befolkningers frivillige engagement samt ændringer i organiseringsformer i det civile samfund.

## Uddannelse og karriere
Lars Skov Henriksen er uddannet cand.phil med hovedfag i samfundsfag fra Odense Universitet i 1987 og cand.scient.pol fra Århus Universitet i 1989. Fra 1991-1992 arbejdede han som udviklingskonsulent ved Socialministeriets SUM-program på Den sociale Højskole i Odense. 1995 modtog han sin Ph.d.-grad i samfundsvidenskab ved Aalborg Universitet. Herefter blev han ansat som adjunkt ved Aalborg Universitet. I 1999 blev han lektor og i 2009 blev han professor. I 2005 var han Visiting Scholar ved Institute for Advanced Study, Bloomington School ved Indiana University i USA.
På nuværende tidspunkt er han programleder for de Ph.d.-studerende på Institut for Sociologi og Socialt Arbejde. Tidligere har han været leder for Forskningsnetværk for civilsamfund og frivillighed (CiFri) og den sociologiske forskningsgruppe ”Castor, Research group for the study og social differentiation and social transformation”. Fra 2011-2015 var han desuden ansvarlig for en Marie Curie Staff Exchange bevilling, som var en udvekslingsaftale mellem Institut for Sociologi og Socialt Arbejde, AAU og Georgetown University, Washington DC, USA i samarbejde med Westfälische Universität Münster, Tyskland. Han har også været forskningsleder for flere forskningsprojekter.  
Han underviser både på bachelor- og kandidatuddannelse i sociologi på Aalborg Universitet og han har stået i spidsen for at udvikle en sociologisk specialisering inden for civilsamfund og sociale bevægelser på kandidatuddannelsen.
Lars Skov Henriksen har siden 2012 været medlem af bestyrelsen for det nationale Center for Frivilligt Socialt Arbejde, udpeget af Forskningsrådet for Samfund og Erhverv. Udpeget af kirkeministeren var han fra 2016-2017 medlem af Kirkeministeriets Udvalg om menighedsrådsvalg og fremtidig valgform. Fra 2019-2022 er han udpeget af Danmarks Frie Forskningsfond til at være medlem af bestyrelsen i Det Nationale Forsknings- og Analysecenter for Velfærd (VIVE).

## Publikationer
Lars Skov Henriksen har udgivet over 100 publikationer primært omhandlende civilsamfund og frivilligt arbejde. Blandt hans seneste bøger er: Lars Skov Henriksen, Kristin Strømsnes & Lars Svedberg (eds.): Civic Engagement in Scandinavia. Volunteering, Informal Help and Giving in Denmark, Norway and Sweden. Cham: Springer. 2019.